# Sound of the Underground (singel)
"Sound of the Underground" to piosenka pop napisana i wyprodukowana przez: Miranda Cooper, Niara Scarlett, Brian Higgins, Xenomania oraz wydana jako pierwszy singel z debiutanckiego albumu brytyjskiego girlsbandu Girls Aloud, "Sound of the Underground" (2003). Utwór zajął #1 pozycję na notowaniu UK Singles Chart i przez cztery tygodnie okupywał szczyt tejże listy przebojów. Do tej pory singel sprzedał się w ponad 560.000 egzemplarzach oraz pokrył platyną. 

## Teledysk
Teledysk ukazuje członkinie zespołu na ringu podczas różnych scen: m.in. tańczące specjalnie przygotowaną choreografię, śpiewające do mikrofonów.
W czasie solowych ujęć wokalistek, członkinie zespołu siedzą na fotelach bądź stoją i śpiewają w klubie. 
Klip nagrywany był kilka dni po zakończeniu emisji serii telewizyjnego show Popstars.

## Lista utworów i formaty singla
| #                                        | Tytuł                                            | Czas |
| ---------------------------------------- | ------------------------------------------------ | ---- |
| Brytyjski CD singel 1                    |                                                  |      |
| 1.                                       | "Sound of the Underground"                       | 3:43 |
| 2.                                       | "Stay Another Day"                               | 4:24 |
| 3.                                       | "Sound of the Underground" [Brian Higgins Remix] | 4:40 |
| Brytyjski CD singel 2                    |                                                  |      |
| 1.                                       | "Sound of the Underground"                       | 3:43 |
| 2.                                       | "Stay Another Day" [Instrumental]                | 4:23 |
| 3.                                       | Wywiad z Girls Aloud                             | 7:13 |
| Niemiecki CD singel [Wydany w maju 2003] |                                                  |      |
| 1.                                       | "Sound of the Underground"                       | 3:43 |
| 2.                                       | "Stay Another Day"                               | 4:24 |
| 3.                                       | "Sound of the Underground" [Brian Higgins Remix] | 4:40 |
| 4.                                       | "Sound of the Underground" [Flip & Fill Remix]   | 5:36 |
| 5.                                       | Wywiad z Girls Aloud                             | 7:13 |

## Pozycje na listach
| Lista przebojów (2002/2003)  | Najwyższa pozycja |
| ---------------------------- | ----------------- |
| UK Singles Chart             | 1 (4)             |
| Irlandia Singles Chart       | 1                 |
| Grecja Singles Chart         | 8                 |
| Holandia Top 40              | 9                 |
| Belgia Singles Chart         | 13                |
| Szwajcaria Singles Chart     | 25                |
| Polska Singles Chart         | 27                |
| Australia ARIA Singles Chart | 31                |
| Szwecja Singles Chart        | 39                |
| Francja Singles Chart        | 55                |
| Meksyk Singles Chart         | 74                |